# Hylarana menglaensis
Hylarana menglaensis är en groddjursart som beskrevs av Fei, Ye, Jiang och Xie 2008. Hylarana menglaensis ingår i släktet Hylarana och familjen egentliga grodor. Inga underarter finns listade i Catalogue of Life.